# Бернарди-Педрон (Падова)
Бернарди-Педрон је насеље у Италији у округу Падова, региону Венето.
Према процени из 2011. у насељу је живело 315 становника. Насеље се налази на надморској висини од 9 м.